# Metrosideros polymorpha
Metrosideros polymorpha Gaudich., conhecida pelo nome comum de ʻōhiʻa lehua, é uma espécie de árvore de folha perene pertencente à família das mirtáceas (Myrtaceae), endémica em seis das ilhas do Hawaii (Hawaiʻi). É uma espécie polimorfa, que pode atingir 20 (25) m de altura em condições favoráveis, mas muito menor quando crescendo em solos encharcados ou sobre basaltos recentes. Produz flores brilhantes e conspícuas, constituídas por uma massa de estames, com coloração que varia de vermelho vivo a amarelo.